# Crucellisporiopsis gelatinosa
Crucellisporiopsis gelatinosa är en svampart som beskrevs av Nag Raj 1983. Crucellisporiopsis gelatinosa ingår i släktet Crucellisporiopsis, divisionen sporsäcksvampar och riket svampar.   Inga underarter finns listade i Catalogue of Life.